# Long Island
Long Island là một hòn đảo nằm ở Đông Nam New York, Hoa Kỳ. Long Island nằm về phía đông của Manhattan. Kéo dài về phía đông bắc thành Đại Tây Dương, Long Island có bốn quận hạt, hai trong số đó là quận (Queens và Brooklyn) của Thành phố New York, và hai trong số đó (Nassau và Suffolk) chủ yếu là vùng ngoại ô hoặc nông thôn. Trong việc sử dụng phổ biến, thuật ngữ "Long Island" thường chỉ đề cập đến quận Nassau và Suffolk để phân biệt với Thành phố New York, mặc dù tất cả bốn quận trên đảo là một phần của vùng đô thị New York.
Long Island có dân số 7.647.286 theo điều tra dân số năm 2019, khiến cho nó là đảo đông dân nhất trong bất kỳ tiểu bang hoặc vùng lãnh thổ. Đây cũng là 17 hòn đảo đông dân nhất trên thế giới, xếp trước Ireland, Jamaica và đảo Hokkaido của Nhật Bản. Mật độ dân số của nó là 5.470 người trên mỗi dặm vuông (2.110 / km 2). Nếu nó là một tiểu bang, Long Island sẽ xếp hạng thứ 12 về dân số.
Đây là đảo vừa dài nhất đảo lớn nhất  ở Hoa Kỳ Lục địa, Long Island có kích thước 118 dặm (190 km) về phía đông từ bến cảng New York để Montauk Point, và có một bề rộng tối đa bắc-nam 23 dặm (37 km) giữa bờ biển Long Island Sound và phía bắc bờ biển Đại Tây Dương về phía nam. Với diện tích 1.401 dặm vuông (3.629 km2), Long Island là hòn đảo lớn thứ 11 ở Hoa Kỳ, lớn thứ 148 trong các hòn đảo trên thế giới, lớn hơn bất kỳ lãnh thổ Hoa Kỳ, ngoại trừ Puerto Rico, và chỉ nhỏ hơn tiểu bang Rhode Island (1545 dặm Anh vuông). Chín cây cầu và 13 đường hầm (bao gồm cả các đường hầm đường sắt) kết nối Brooklyn và Queens (và như vậy bao gồm cả Long Island) với ba quận khác của Thành phố New York. Phà kết nối quận Suffolk về phía bắc ngang qua Long Island Sound đến bang Connecticut. Hai trong số những sân bay chính của thành phố New York, sân bay La Guardia và sân bay quốc tế John F. Kennedy (sân bay JFK), nằm trên Long Island, ở Queens.